# 中川雅弘
中川 雅弘 （なかがわ まさひろ、1953年（昭和28年）10月26日 - ）は、日本の実業家。安田不動産株式会社代表取締役社長。

## 人物・経歴
1976年横浜国立大学経済学部卒業、安田生命保険（現明治安田生命保険）入社。2002年取締役運用企画部長に昇格。2004年取締役企画部長。2005年執行役員総合法人第二部長。2006年常務執行役。2008年安田不動産常務取締役。2020年安田不動産常務取締役人事部長。2011年安田不動産専務取締役人事部長。2016年安田不動産取締役副社長。2017年から安田不動産代表取締役社長を務め、日本橋浜町で複合施設の開発を進めるなどした。